# Arnebia baldshuanica
Arnebia baldshuanica är en strävbladig växtart som först beskrevs av Vladimir Ippolitovich Lipsky, och fick sitt nu gällande namn av Boris Konstantinovich Schischkin. Arnebia baldshuanica ingår i släktet Arnebia och familjen strävbladiga växter. Inga underarter finns listade i Catalogue of Life.